# Zeylanidium subulatum
Zeylanidium subulatum là một loài thực vật có hoa trong họ Podostemaceae. Loài này được (Gardner) C. Cusset miêu tả khoa học đầu tiên năm 1992.